# Castillo de Blarney

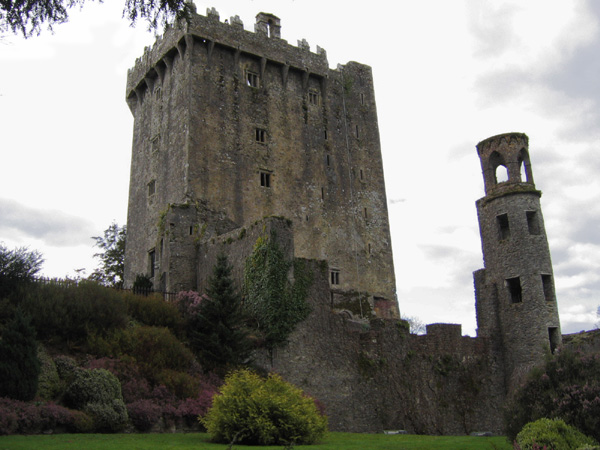
El Castillo de Blarney con la torre del homenaje en primer término.

El Castillo de Blarney (en inglés Blarney Castle) es una fortaleza medieval situada en la localidad de Blarney, cerca de Cork, en Irlanda, en la ribera del río Martin.
El castillo fue fundado a principios del siglo XIII, destruido en 1446, y posteriormente reconstruido por Dermot McCarthy, rey de Desmond. Está parcialmente destruido quedando la torre del homenaje y algunas habitaciones. En la parte superior se encuentra la piedra de la elocuencia o piedra de Blarney. Los visitantes deben besar la piedra por la parte de abajo estando suspendido en el vacío y obtendrán el don de la elocuencia.
Rodeando el castillo se encuentran los jardines que contienen diferentes puntos interesantes como Druid's Circle, Witch's Cave y las Wishing Steps. En los alrededores se encuentra la Blarney House, una mansión reformada en 1874 en estilo señorial escocés residencia de la familia Colthurst desde el siglo XV.

## Galería

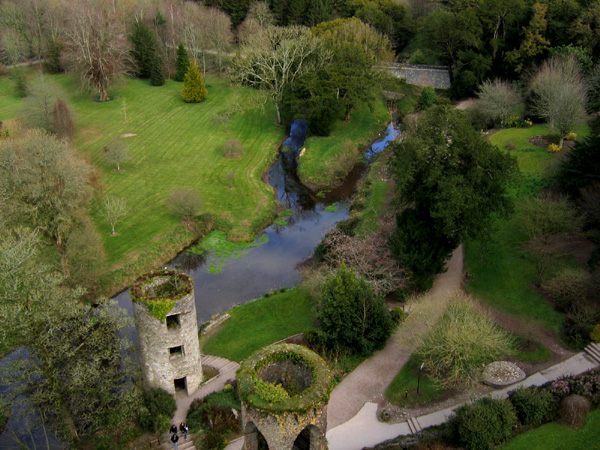
Vista del castillo y los jardines desde el cielo
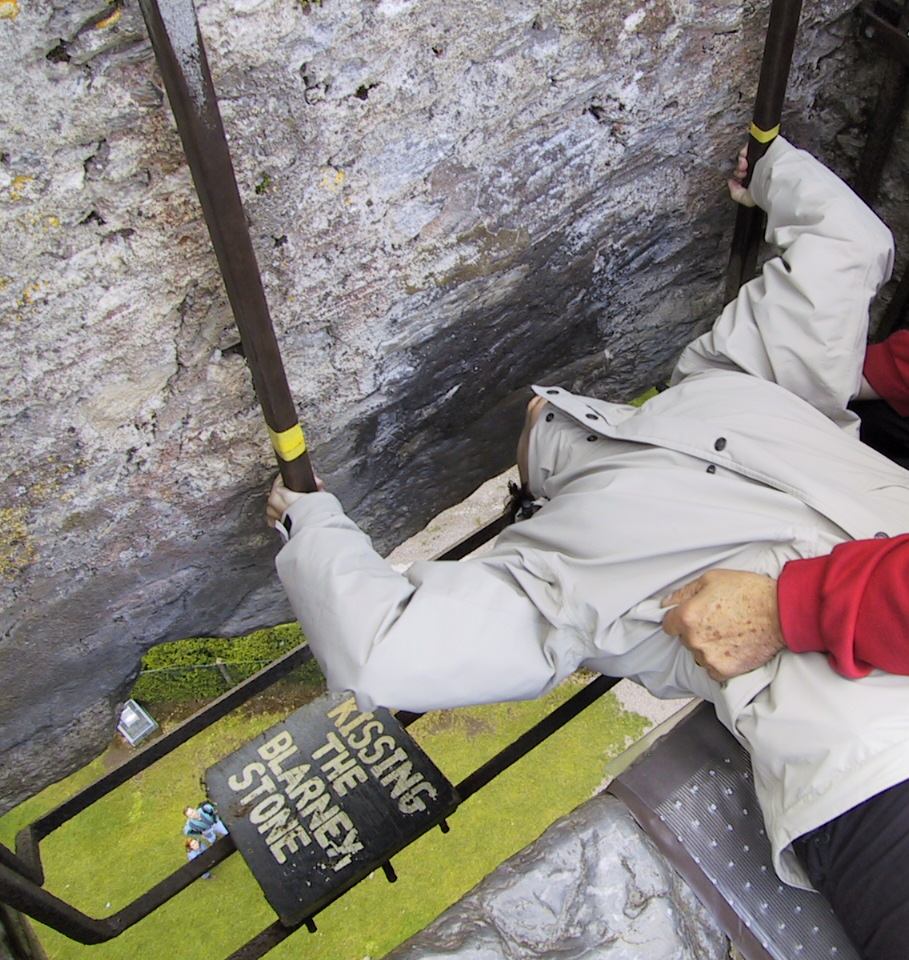
Besando la Blarney Stone
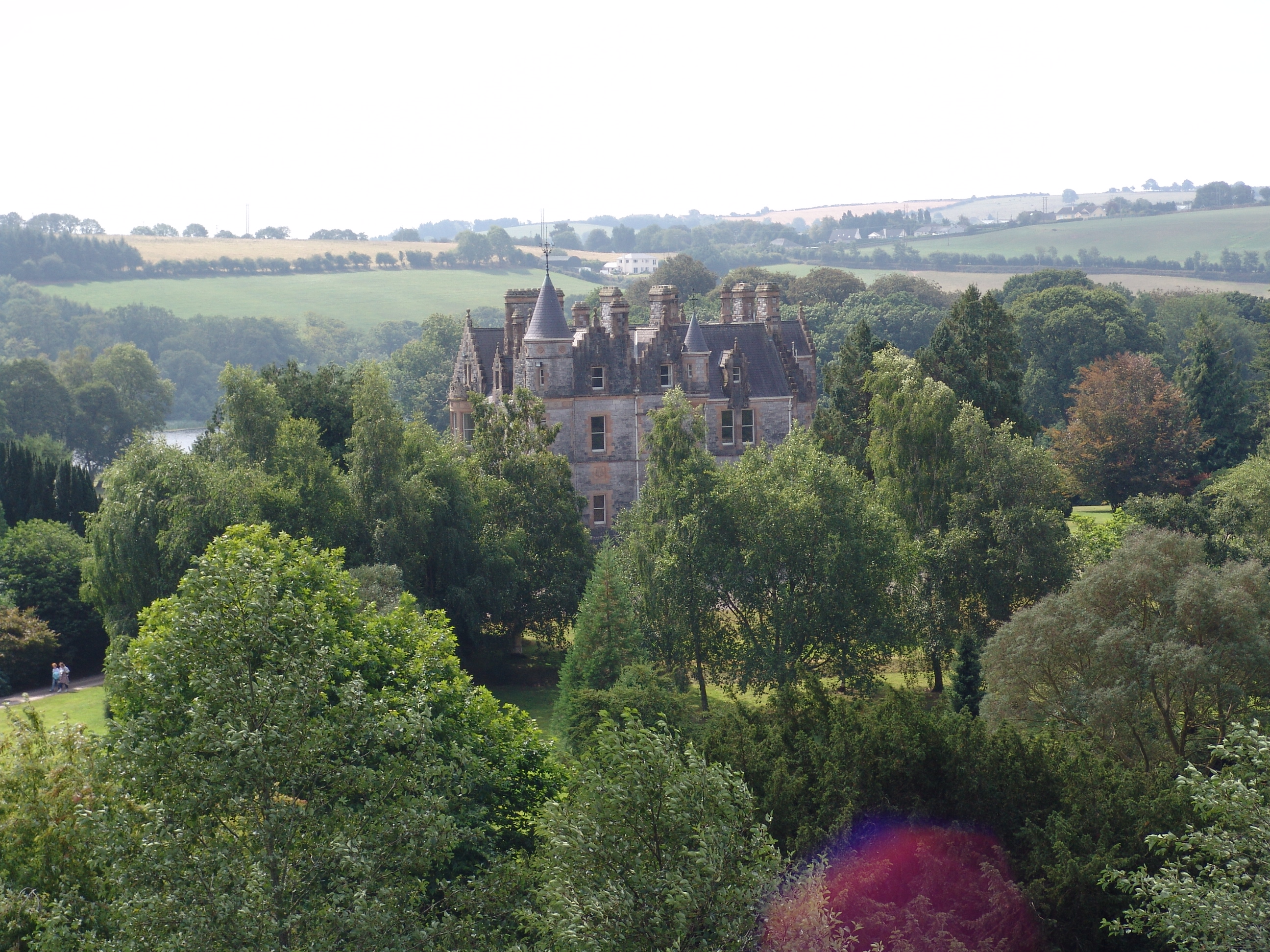
Blarney House
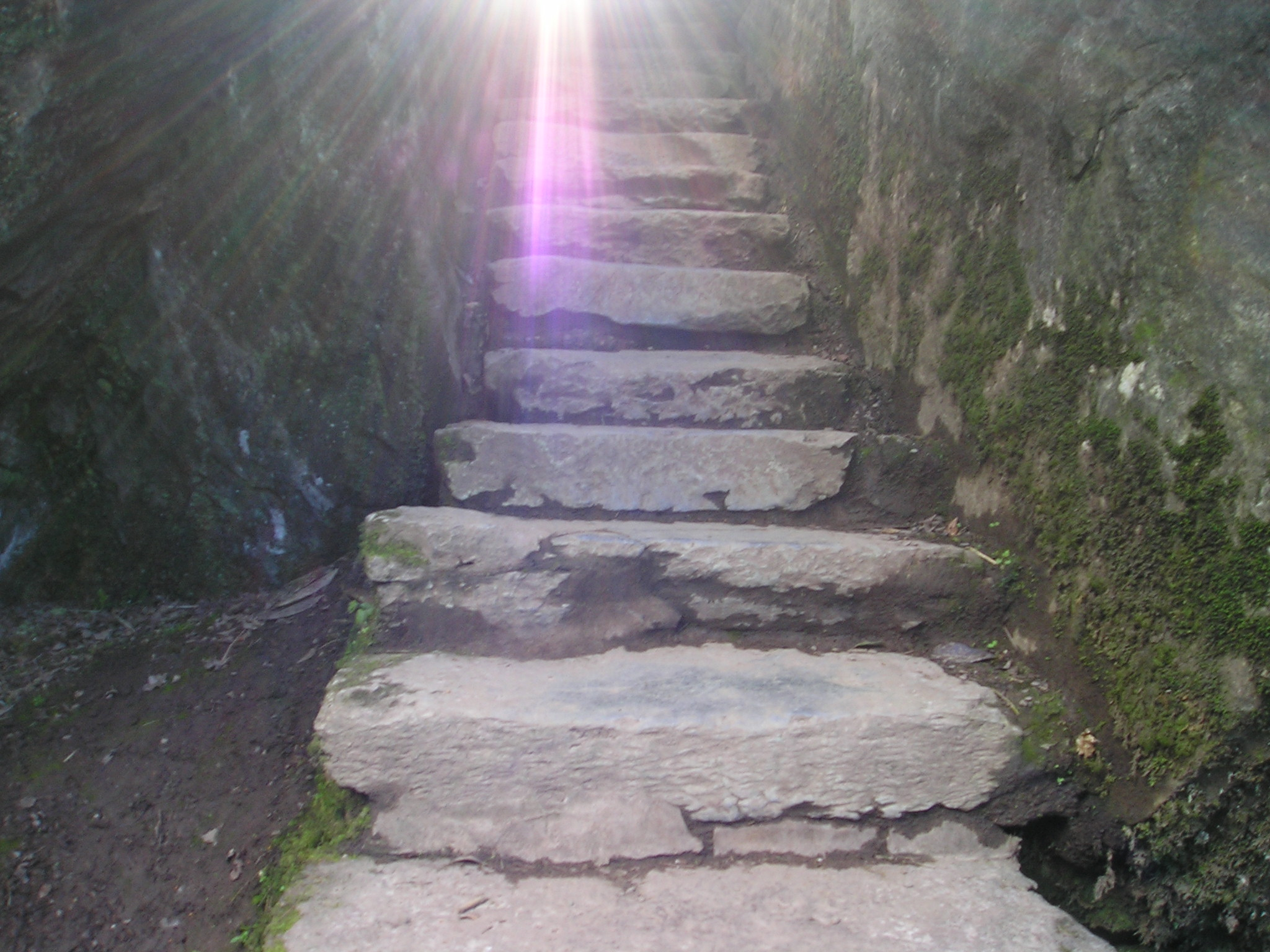
Las wishing steps en los jardines del castillo
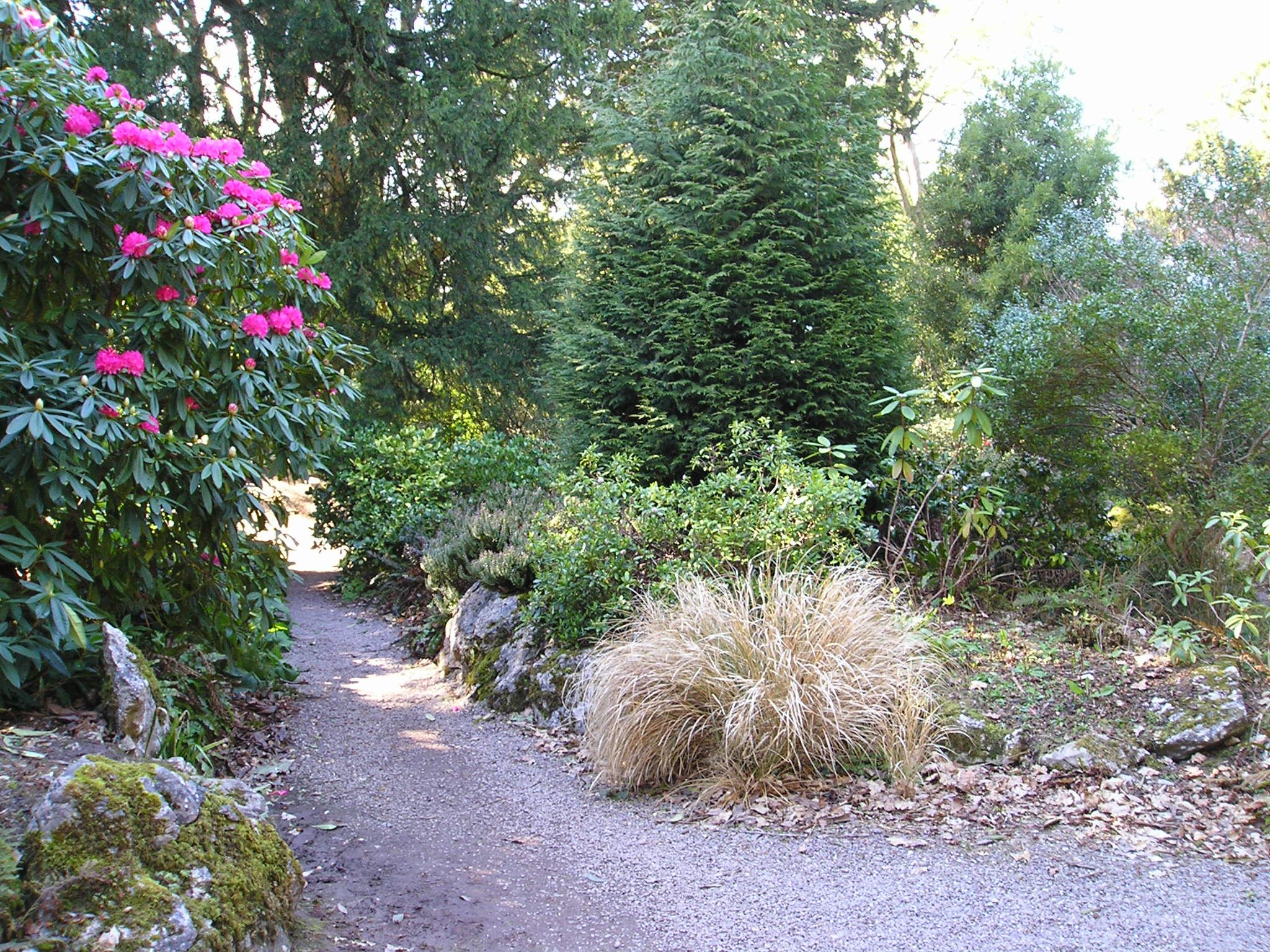
The fairy glade
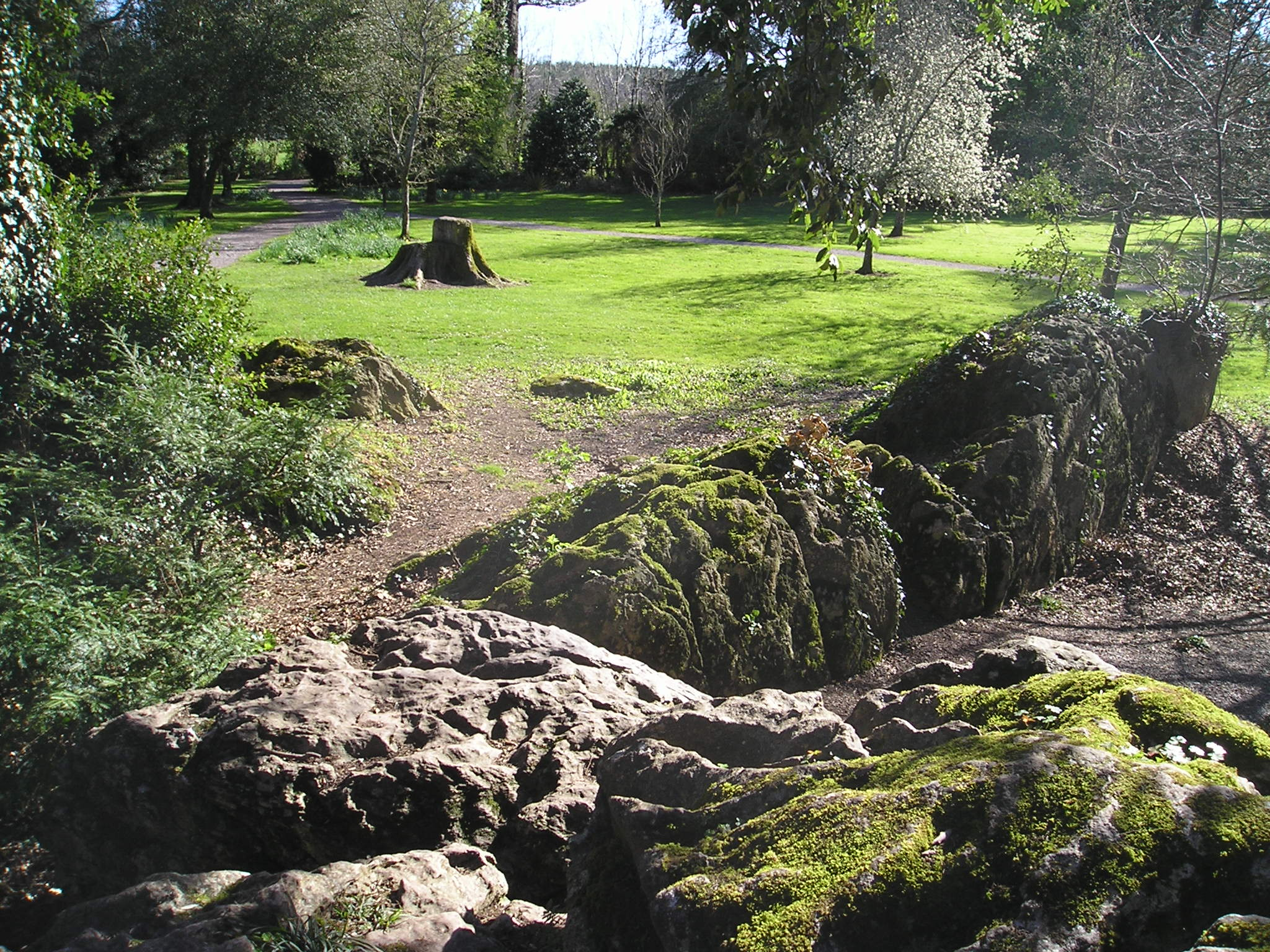
El altar de los sacrificios
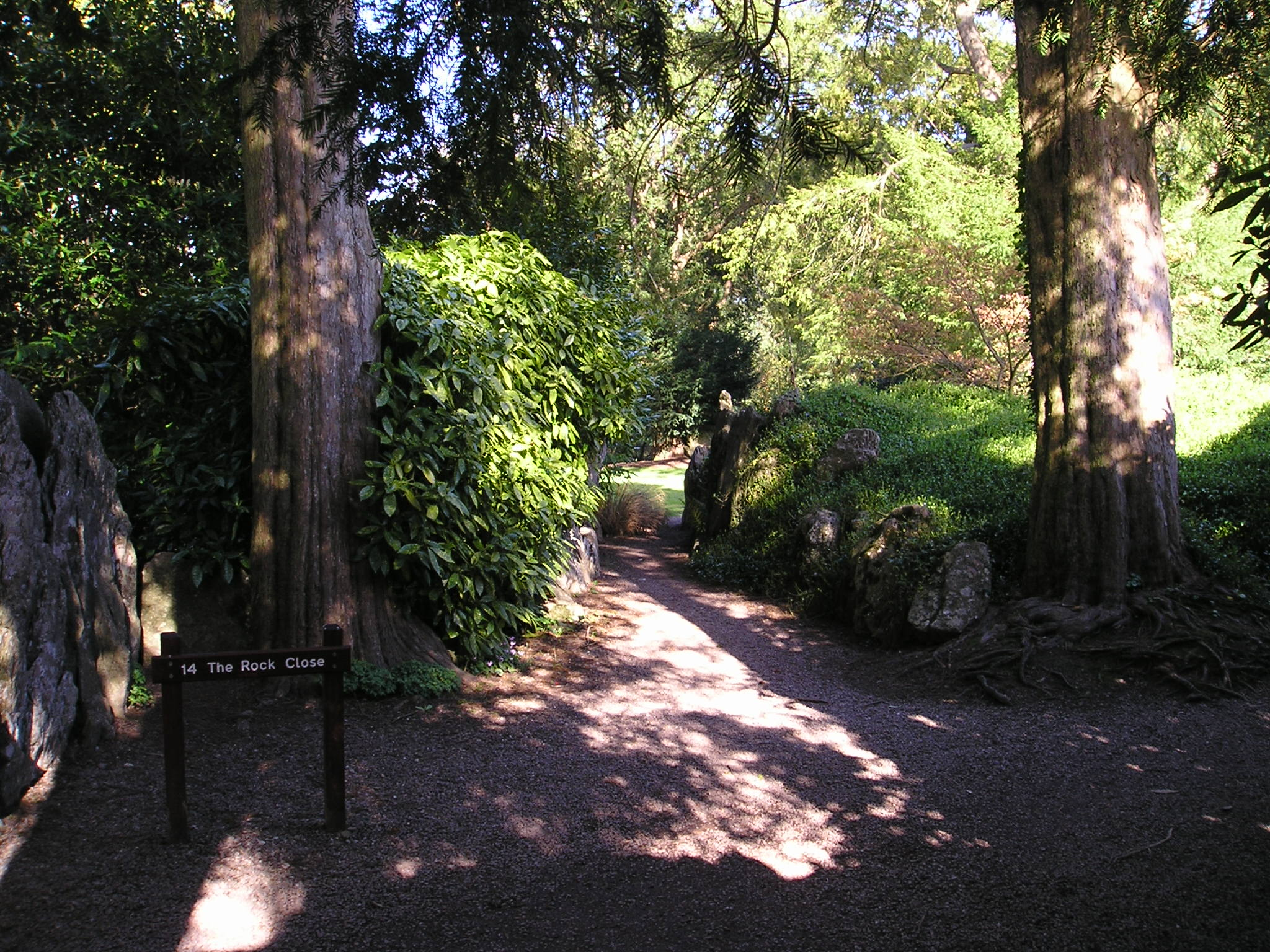
The Rock Close